# 澤田利夫
澤田 利夫（さわだ としお、1935年12月19日 - ）は、日本の教育学者。専門は数学教育。元東京理科大学教授。社団法人日本数学教育学会名誉会長、国立教育政策研究所名誉所員、東京理科大学名誉教授。

## 人物
岩手県北上市出身。東京理科大学大学院修了後、国立教育研究所（現国立教育政策研究所）科学教育研究センター長、東京理科大学教授、同総合研究機構数学教育研究部門長、同総合教育機構理数教育研究センター客員教授等を経て、現東京理科大学名誉教授。
1990年代から本格化したいわゆるゆとり教育に対し、文部科学省やIEA、OECD等の行う学力調査の結果の分析を通じ、一貫して児童の学力低下
や学力の二極化につながるものとして警鐘を鳴らし続けた。
2008・09年の学習指導要領の改訂により、いわゆる脱ゆとり教育が実施されることとなって以降、引き続き数学力向上の重要性と教える側のスキル向上の必要性を指摘している
。
行政学者の澤田道夫は長男。

## 経歴
- 1958年　岩手大学卒業
- 1958年　高校教諭（～1968）
- 1969年　東京理科大学大学院理学研究科修士課程数学専攻修了（理学修士）
- 1970年　国立教育研究所 研究員
- 1976年　同 科学教育研究センター主任研究官
- 1977年　同 科学教育研究センター数学教育第二研究室長
- 1987年　国立教育研究所科学教育研究センター長
- 1997年　同 名誉所員
- 1997年　東京理科大学教授
- 2000年　ICME-9（第9回数学教育国際会議）招致委員、組織委員会幹事、事務局長
- 2001年　社団法人日本数学教育学会会長
- 2004年　東京理科大学総合研究所数学教育研究部門長
- 2005年　同 総合研究機構数学教育研究部門長
- 2006年　社団法人日本数学教育学会名誉会長
- 2011年　東京理科大学総合教育機構理数教育研究センター客員教授
- 2017年　東京理科大学名誉教授

その他、東京大学教養学部、横浜国立大学、岩手大学、東京工業大学、筑波大学、鳴門教育大学、千葉大学等で非常勤講師を務めた。

## 社会的活動
- IEA「第2回国際数学教育調査」日本国内責任者(NRC)（1979～1986）
- IEA「コンピュータと教育に関する国際共同調査」日本国内責任者（第1期）(NRC)（1987～1991）
- IEA「第3回国際数学・理科教育調査」国際運営委員（ISC）（1992～1997）
- 文部省教育課程実施状況調査研究会委員（1981～1983）
- 文部省学習指導要領協力者会議委員（1986～1989）
- 文部省学術審議会専門委員（科学研究費分科会）（1988～1990）
- 文部省指導要録作成協力者会議委員（1990～1991）
- 文部省中学校数学指導資料作成協力者会議委員（1991～1993）
- 文部省教育上の例外措置に関する協力者会議委員（1991～1994）
- 文部省数学研究連絡委員会委員（日本学術会議）（1991～2000）
- 文部省学術審議会専門委員（科学研究費分科会）（1995～1996）
- 読売新聞社読売教育賞選考委員（1980～）
- 公益財団法人発達科学研究教育センター評議員（1983～）
- ICME-8（第8回数学教育国際会議）国際プログラム委員（1982～1986）
- 国立高等専門学校入学試験問題審査委員委員及び研究委員会委員（1983～1997）
- ICME-9（第9回数学教育国際会議）招致委員、組織委員会幹事、事務局長（1994～2002）
- ICMI（国際数学教育委員会）日本代表委員（1999～2001）
- 社団法人日本数学教育学会常任理事（1983～1997）
- 社団法人日本数学教育学会副会長（1997～2001）
- 社団法人日本数学教育学会会長（2001～2005）
- 東京理科大学数学教育研究会会長（2004～2008）
- 社団法人教育研究振興会評議員（2005～2008）
- 社団法人教育研究振興会理事（2008～）
- 一般財団法人教育調査研究所評議員（2012～）

## 著書
- 編著『現代数学評価講座　4算数・数学』（第一法規出版、1978年）
- 監訳『問われている学校教育』（第一法規出版、1982年）
- 編著『問題から問題へ』（東洋館出版社、1984年）
- 監訳『算数・数学科のカリキュラム開発』（共立出版社、1987年）
- 共著『数学科での評価』（共立出版社、1990年）
- 監修『お父さん、これで算数恐くない（上下）』（経済界、1994年）
- 共著『新訂　算数・数学科のオープンエンドアプローチ―授業改善への新しい提案―』（東洋館出版社、1995年）
- 共著『中学校数学科（課題学習）問題づくりの授業』（東洋館出版社、1995年）
- 共著『20世紀数学教育思想の流れ　日数教YEARBOOK1996』（産業図書、1997年）
- 共著・The Open-Ended Approarch -A New Proposal for Teaching Mathematics-（NCTM (USA)、1997年）
- 共著『数学教育（中学・高校）―教育法教科書―』（学文社、1999年）
- 共著・Some Findings of the US-Japan Cross-cultural Research on Students' Problem-solving Behaviours（"International Comparisons in Mathematics Education"、Edts. Kaiser, Luna & Huntly、Falmer Press、1999年）
- 監修『解法のテクニック　中1数学、中2数学、中3数学』（科学新興新社、2002）
- 監修『解法のテクニック　数学Ⅰ・A、Ⅱ・B、Ⅲ・C』（科学新興新社、2003-）
- 単著『数学科カリキュラムの変遷』（エース出版、2008年）
- 共著『数学小辞典・第２版』（数学教育研究所編集、共立出版　2010）
- 監修（教科書）『小学算数』（教育出版）
- 監修（教科書）『中学数学』（教育出版）

## 受賞
- 日本数学教育学会85周年表彰（日本数学教育学会、2003年）
- 第8回坊ちゃん賞（東京理科大学理窓会、2006年）